# Ludovic Bassarab
Ludovic Bassarab (n. 1868, Galați, România – d. 1933, București, România) a fost un pictor român influențat de academism.

## Biografie
Ludovic Bassarab s-a născut în anul 1868 la Galați. A studiat la Academia de Belle-Arte din Iași la clasa profesorului Gheorghe Panaiteanu-Bardasare după care a urmat cursuri de pictură la München și a expus în anul 1898 în sălile Palatului de Cristal în capitala Bavariei și apoi la Berlin, alături de alți pictori germani și străini. Urmează  apoi un stagiu de pregătire la Paris, în anul 1900, fiind atras de marile muzee de artă.
S-a întors în România și a expus frecvent la București, unde a devenit membru Societății Tinerimea artistică. A avut expoziții personale și a participat la Salonul Oficial. Opera sa a fost marcată de academismul școlilor în care a studiat. Ludovic Bassarab a pictat cu preponderență scene din viața rurală românească. A fost tatăl artistei Ioana Bassarab. 

## Galerie imagini

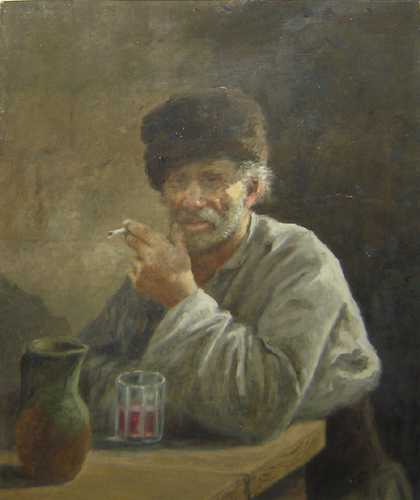
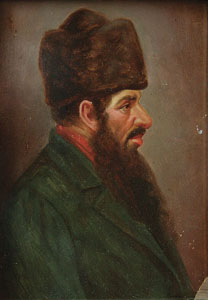

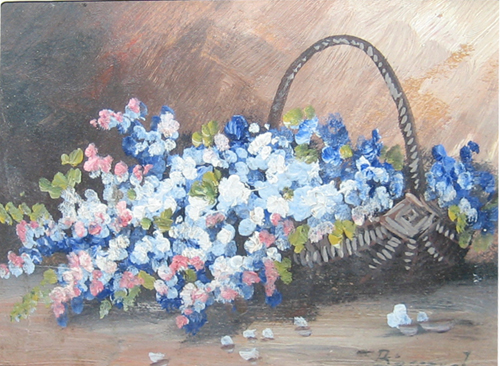
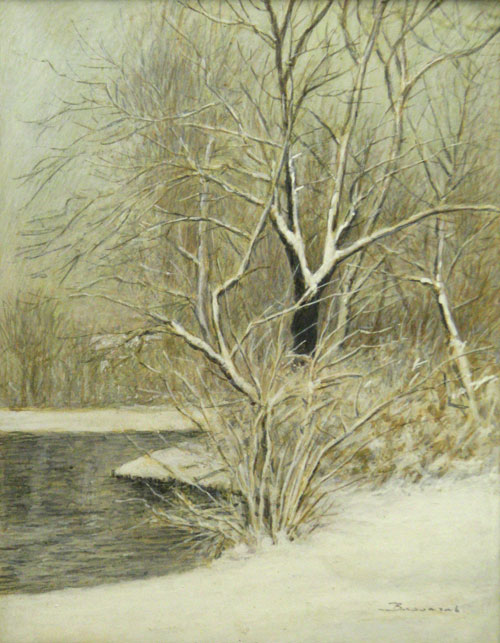
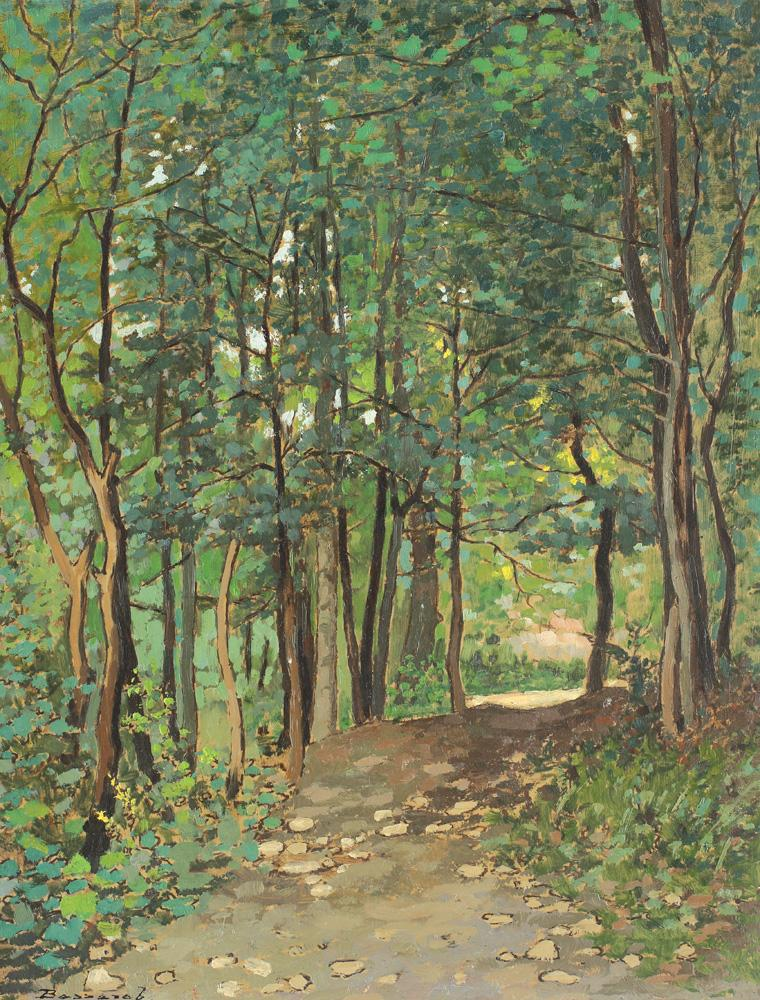
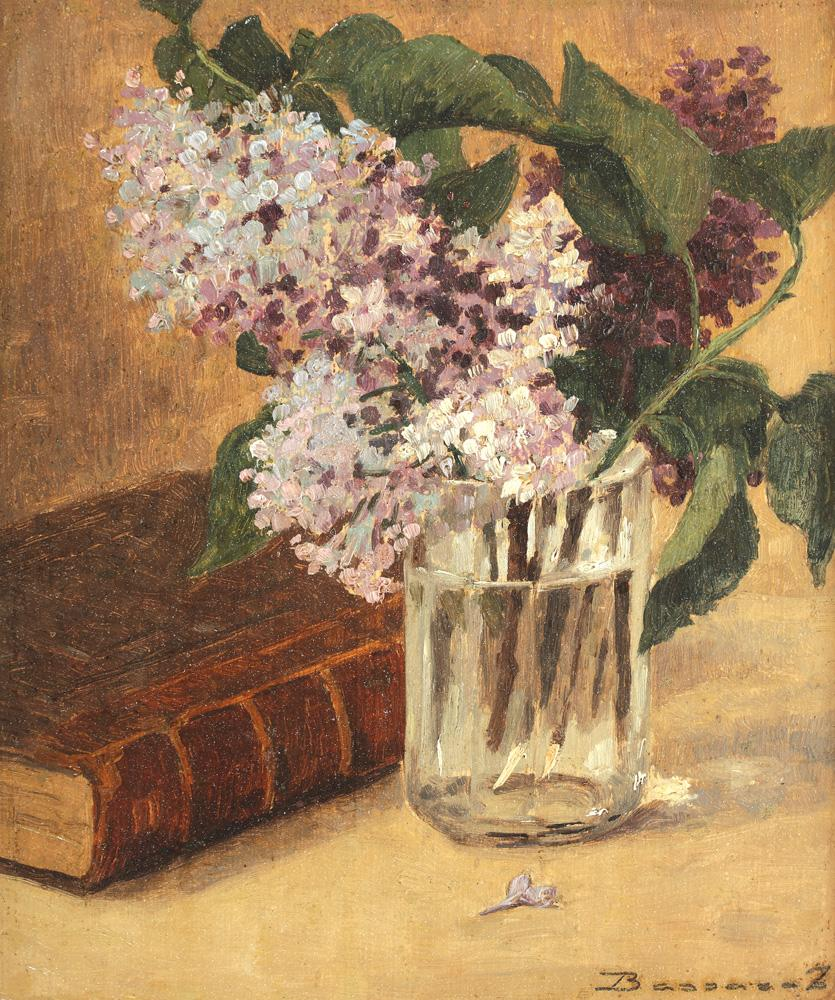

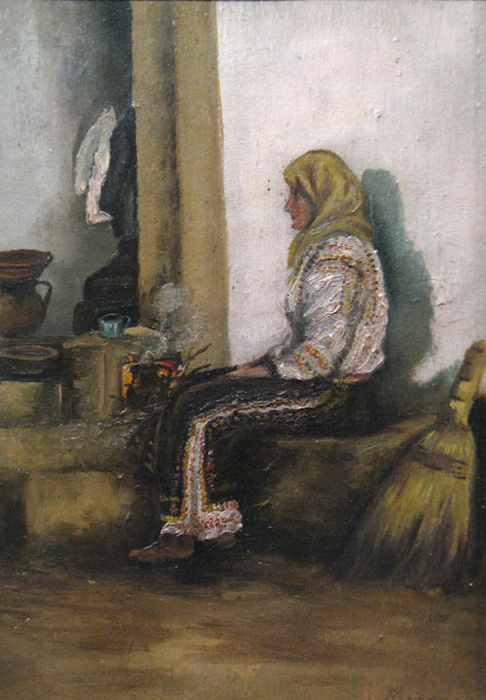
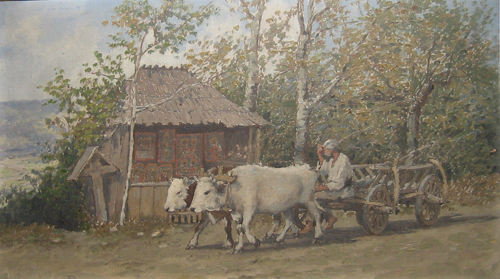
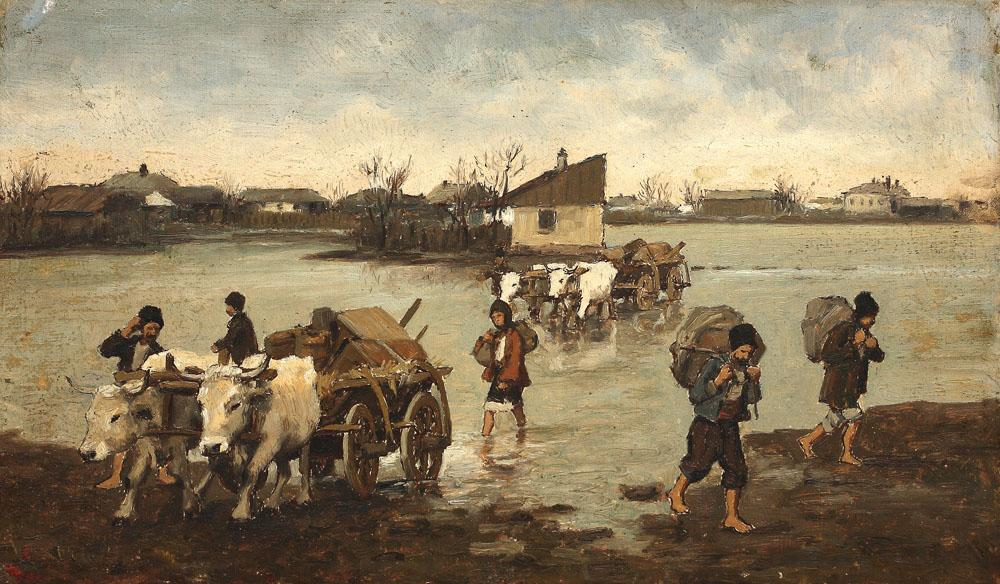
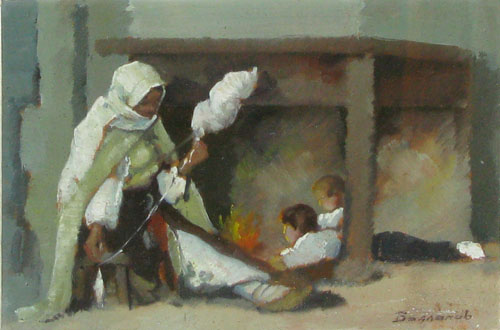
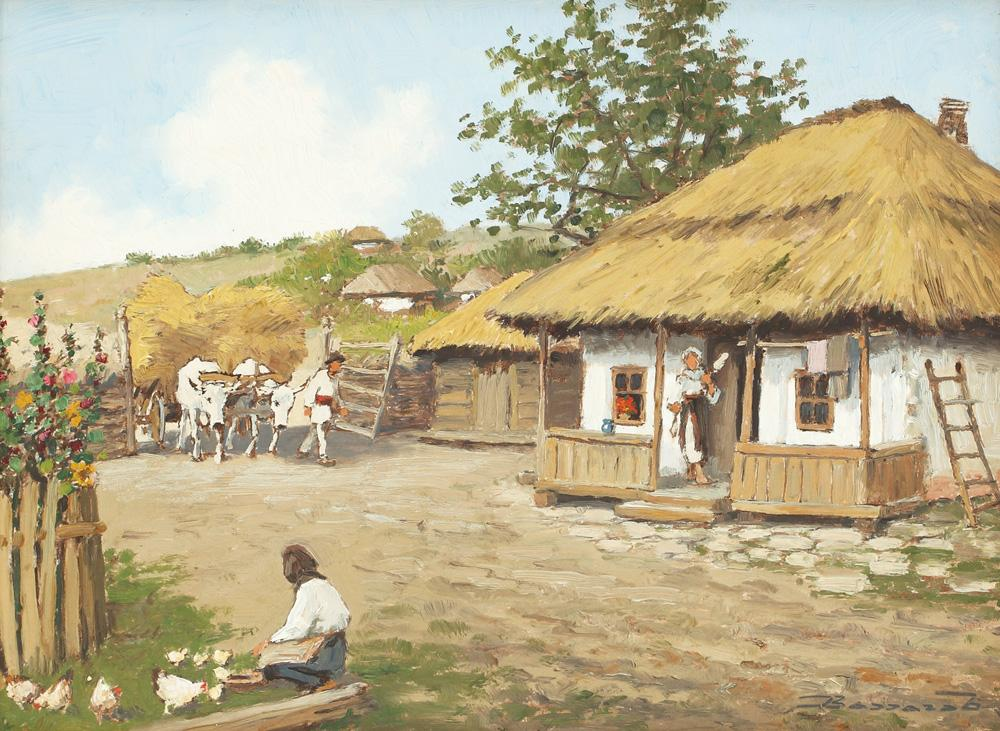
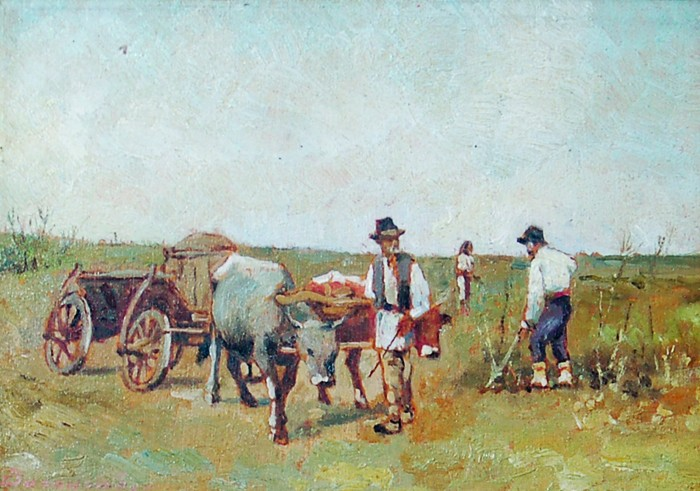
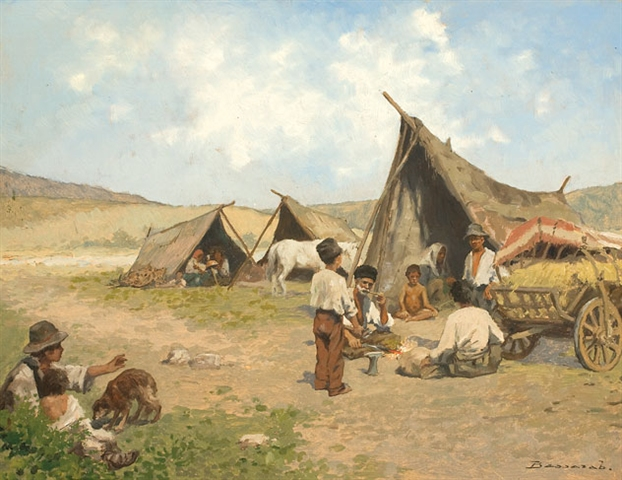
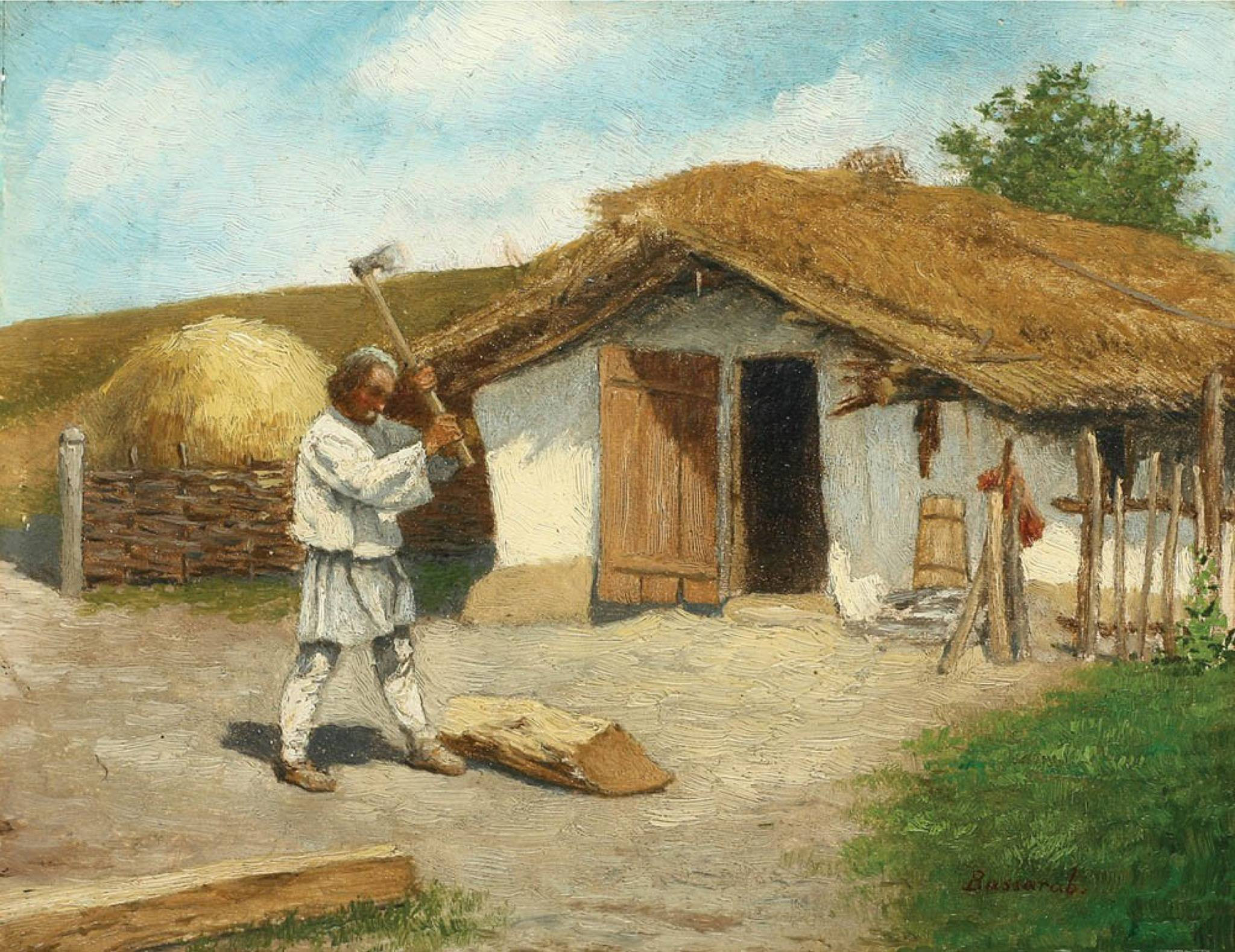
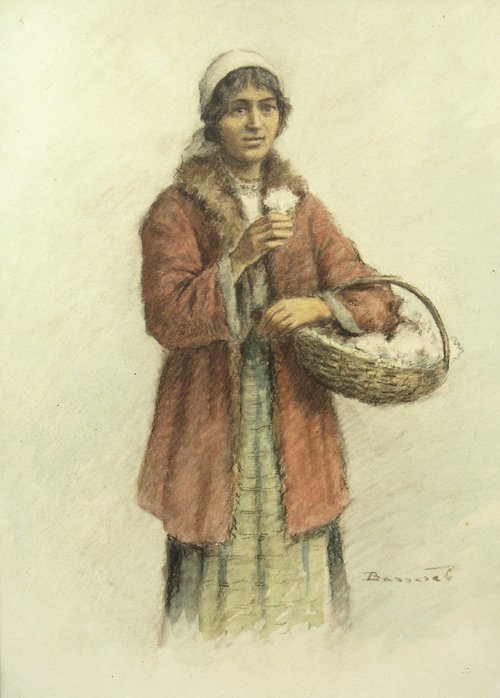

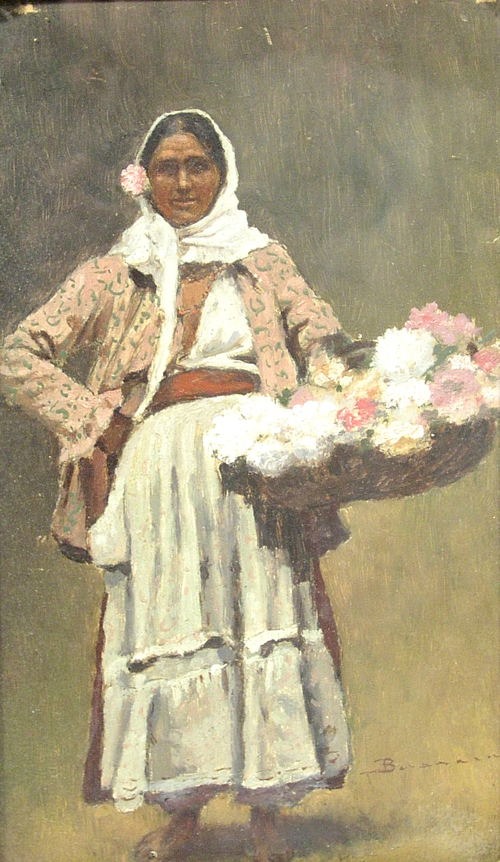
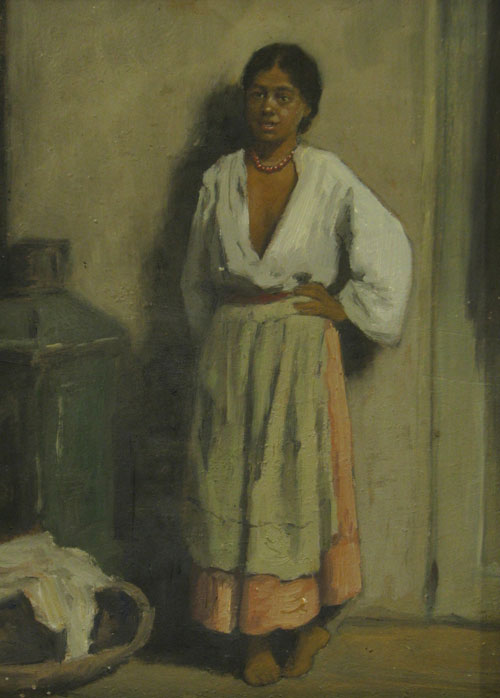
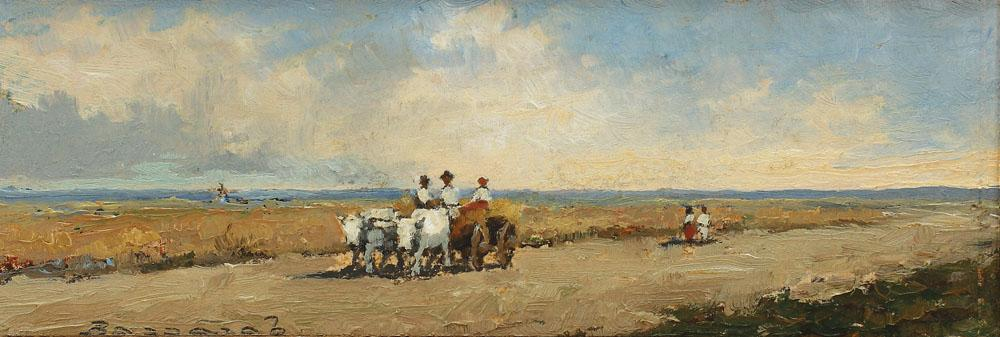
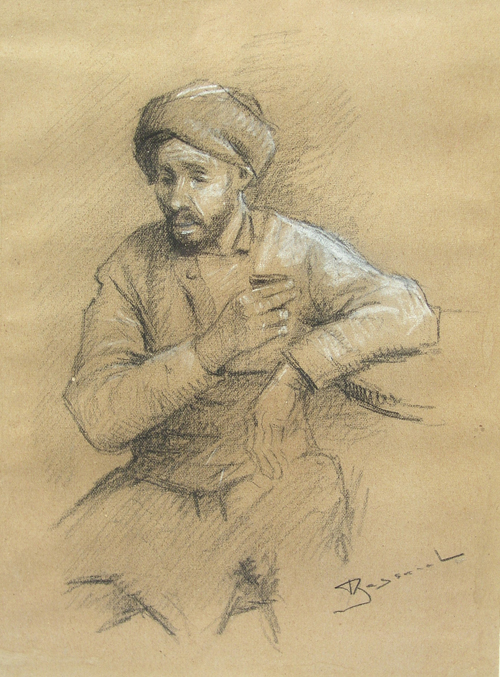
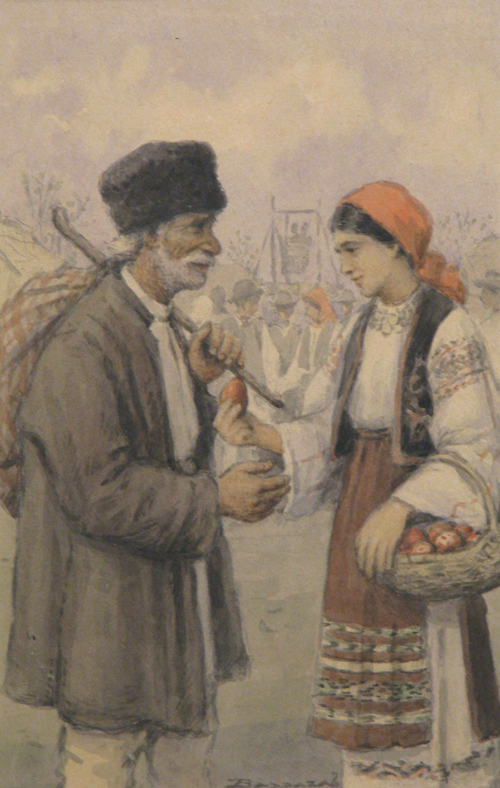

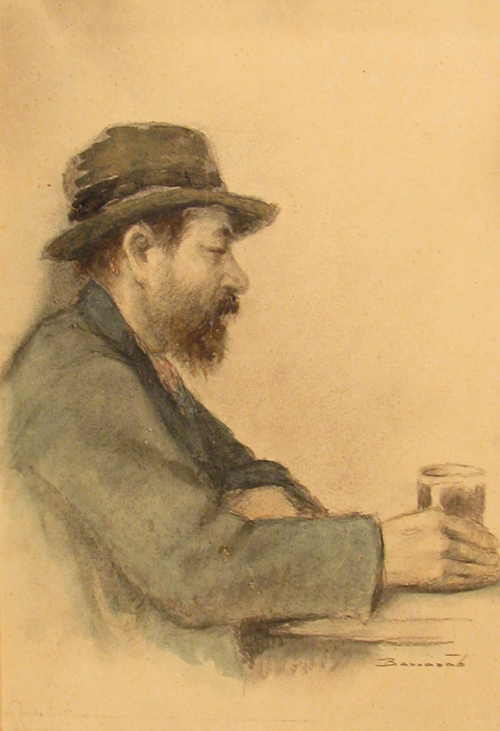
Henri de Toulouse-Lautrec
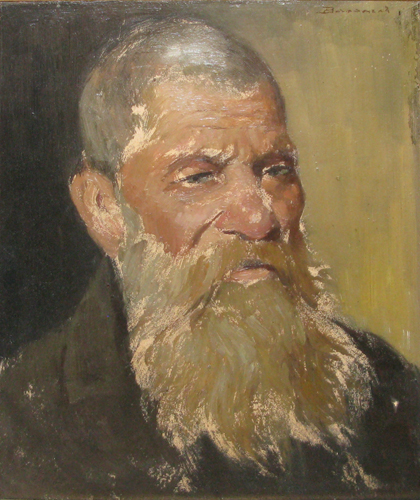
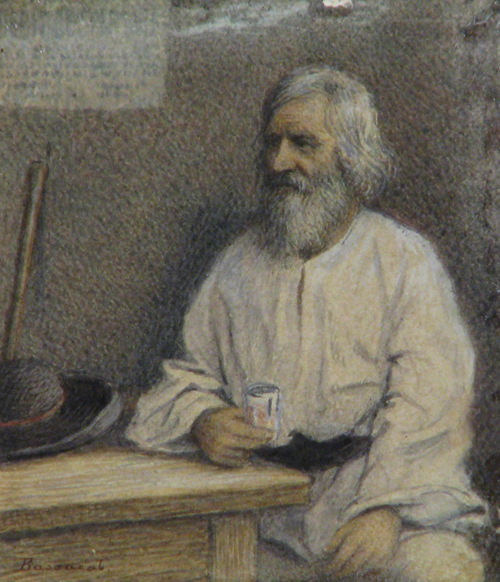
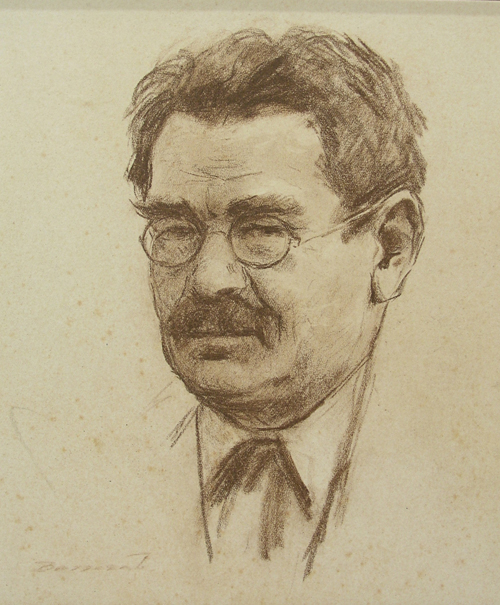
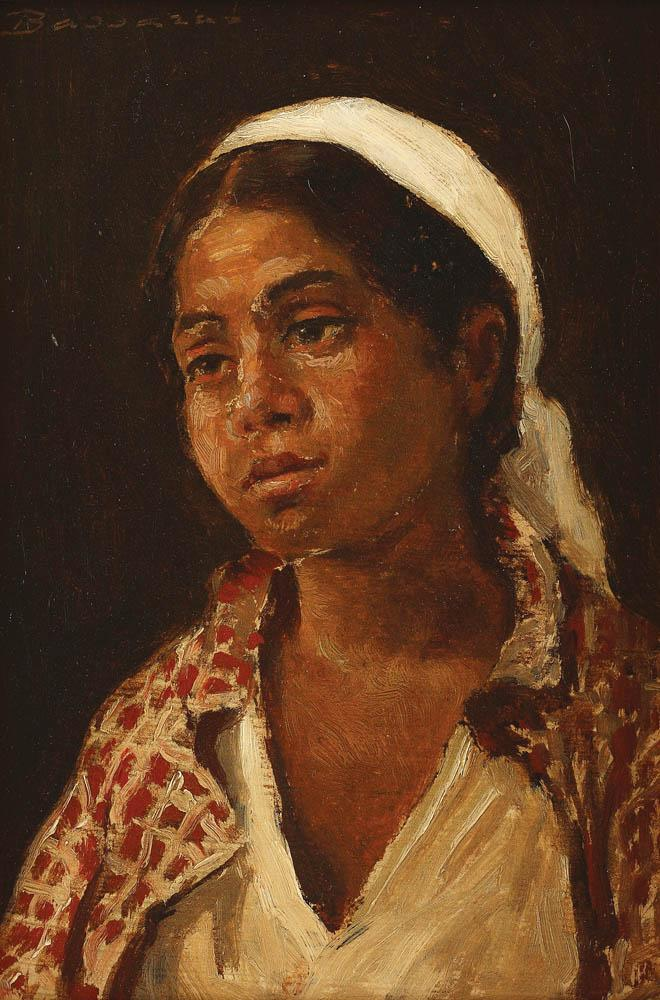
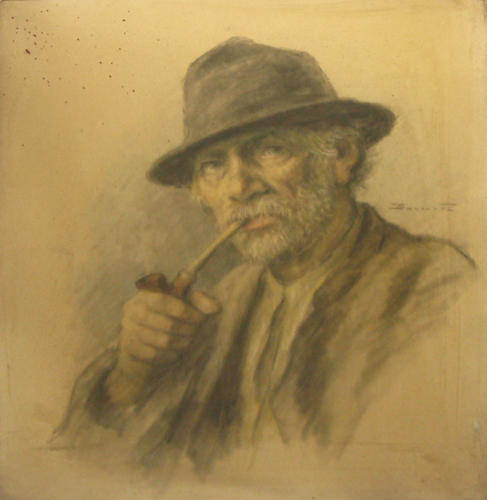